# Africaleurodes vrijdaghii
Africaleurodes vrijdaghii es un hemíptero de la familia Aleyrodidae, subfamilia Aleyrodinae.
Fue descrita científicamente en 1934 por Ghesquière in Mayné & Ghesquière.